# Kim Tu-bong
Kim Tu-bong (16. února 1889, Pusan – březen 1958 nebo později) byl korejský učitel, jazykovědec, politik a první předseda Korejské strany práce od roku 1946 do roku 1949.

## Životopis

### Mládí a studia

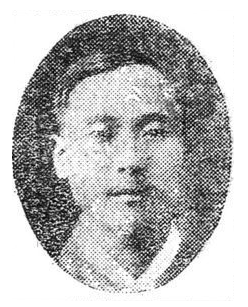
Kim Tu-bong v roce 1919

Narodil se 2. února 1889 v dnes jihokorejském městě Pusan. V době císařské vlády nechodil do školy, ale byl vzděláván doma. V roce 1908 se přestěhoval do Soulu, aby navštěvoval školu Geho School a Baechae School. Během svého pobytu v Soulu vstoupil roku 1913 do organizace Korea Youth a následující rok opustil školu Baechae. V této době pracoval také jako editor magazínu So nyoun.
Po absovování univerzity Bosungkobo (dnes Korejská univerzita) v roce 1908, začal Kim Tu-bong úzce spolupracovat s profesorem lingvistiky Ju Sigyeongem, který právě začínal pracovat na studii Hangulu. Také pracoval jako učitel. V roce 1916 trávil téměř veškerý svůj čas na skládání MalMooe, prvního korejského slovníku.

### Šanghaj a exilová korejská vláda
Po neúspěšném projevu korejského odporu proti japonské nadvládě roku 1919 (známém také jako Hnutí 1. března) musel Kim Tu-bong emigrovat do Číny, kde v dubnu roku 1919 spoluzaložil provizorní korejskou vládu. V tomto období se začal zajímat o myšlenku komunismu a nakonec ji přijal za svou poté, co roku 1920 poprvé podpořil Demokratickou stranu. Roku 1924 byl pověřen vedením oddělení výchovy a vzdělávání dětí, kde působil jako prezident a také vyučoval korejské dějiny. Poté, co Japonsko napadlo Čínu v roce 1937, spolu s dalšími členy korejské vlády v Šanghaji uprchl do Yan'anu. Zde se stal velmi důležitou postavou při kombinování často protichůdných myšlenek komunismu a demokratických idejí.

### Návrat domů a nová vláda
Kim Tu-bong se vrátil do Koreje po japonské kapitulaci ve druhé světové válce (15. září 1945). Stejně jako další komunisté se přestěhoval do sovětské okupační zóny. V únoru 1946 se stal předsedou nové Lidové strany, která byla v září stejného roku sloučena se Stranou Práce. Předsedou Strany Práce se stal roku 1946, avšak skutečnou moc už od počátku měl premiér a pozdější předseda Kim Ir-Sen. Kim Tu-bong během svého předsednictví navrhl novou vlajku, která se v Severní Koreji používá dodnes.

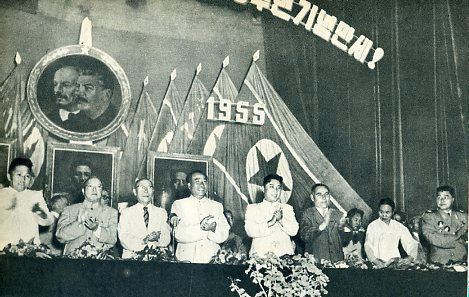
Zleva: Pak Chang-ok, Li Jishen, Kim Tu-bong, Zhu De, Kim Il-sung, Averky Aristov, Pak Chŏng Ae a Choe Yong-gon

Jeho účast na korejské válce je sporná. Na jednu stranu byl proti zahájení války, avšak zachovalo se svědectví některých důstojníků, ke kterým měl Kim Tu-bong projev před začátkem války.
| „                                                       | „Soul je srdcem Korejského poloostrova. Pokud převezmete kontrolu nad srdcem, můžete převzít kontrolu nad celým tělem. Proto, pokud převezmeme kontrolu nad Soulem, získáme kontrolu nad celým Korejským poloostrovem. Máme týden. Chcete-li se zmocnit Soulu a svrhnout jihokorejský parlament, zvolte nového prezidenta a dosáhněte sjednocení sever-jih“ | “ |
| — projev Kim Tu-bonga k 6. divizi severokorejské armády | |   |

### Zmizení a smrt
Během a po korejské válce byl Kim Tu-bong stále předsedou nejvyššího lidového shromáždění. Stal se však překážkou pro diktaturu Kim Ir-Sena. Poté, co se Kim Tu-bong ve věku 68 let oženil s mnohem mladší ženou, byl podroben veřejné kritice a obviněn z dovážení nelegálně získaných sexuálních stimulátorů. V březnu 1958 byl obviněn z účasti na pokusu o odstranění Kim Ir-Sena z čela strany (tzv. Srpnový incident) a bez záznamů ten samý měsíc zmizel.
Předpokládá se, že zemřel mezi březnem 1958 a rokem 1960, buď byl popraven nebo zemřel ve vyhnanství.